# التأمل في المسيحية

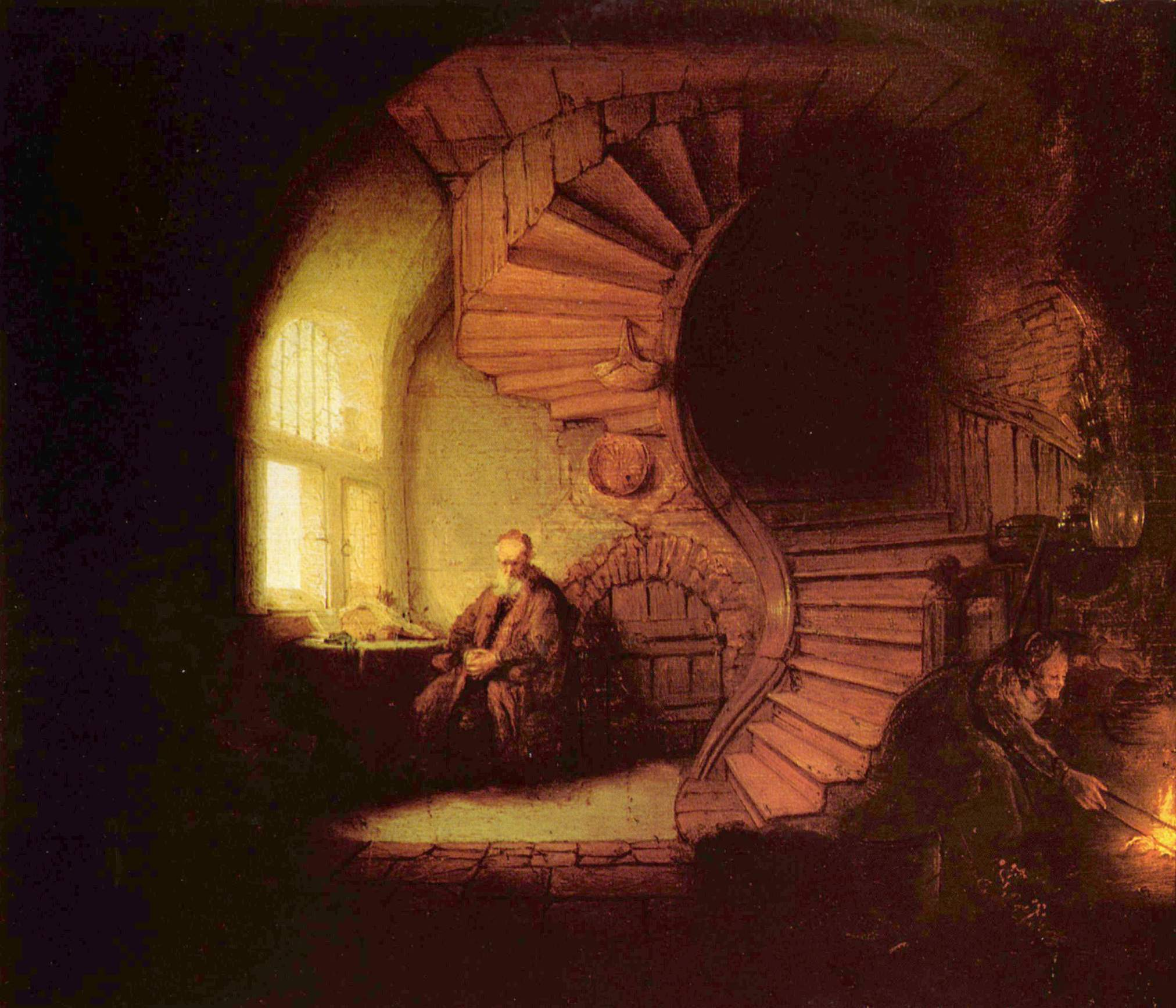
الفيلسوف المتأمل لرامبرانت

التأمل هو شكل من أشكال الصلاة والتي هي بدورها كانت جزءًا أساسيًا من المسيحية منذ أيامها الأولى. مع بداية العصور الوسطى انتقلت التقاليد الرهبانية لكل من المسيحية الغربية والشرقية من الصلاة الصوتية إلى التأمل المسيحي. نتج عن هذا التقدم ممارسات تأمل مميزة ومختلفة، هي: «ليكتيو ديفينا» في الغرب و«هسيتشسم» في الشرق. في حين تتضمن هسيتشسم تكرار صلاة اليسوع، فإن ليكتيو ديفينا تستخدم مقاطع مختلفة من الكتاب المقدس في أوقات مختلفة. مع أن المقطع قد يتكرر عدة مرات، فإن ليكتيو ديفينا ليست متكررة في طبيعتها. وُصفت قراءة الكتاب المقدس والتأمل وحب الله لأول مرة رسميًا بواسطة «جويجو الثاني»، وهو راهب كارثوسي تُوفي في أواخر القرن الثاني عشر. يُعد كتابه «سلم الرهبان» هو أول وصف للصلاة المنهجية في التقاليد الصوفية الغربية. أما في المسيحية الشرقية، فقد أرست التقاليد الرهبانية «للصلاة المستمرة» التي ترجع إلى آباء الصحراء و«إيفاجيرس بونتيكوس» ممارسة الهسيتشسم، وبدورها أثرت في كتاب جون كليماكوس «سلم الصعود الإلهي» بحلول القرن السابع، إذ روج لهذه الصلوات التأملية ودعمها القديس غريغوريوس بالاماس في القرن الرابع عشر.
منذ القرن الثامن عشر، بدأت بعض فروع المسيحية الغربية تقلل من التركيز على التأمل. ومع ذلك، شهد الجزء الأول من القرن العشرين إحياءً لها، وبدأت الكتب والمقالات حول مناهج -مثل ليكتيو ديفينا التي تستهدف الجمهور العام- تظهر بحلول منتصف القرن. سنة 1965 ظهرت إحدى الوثائق الرئيسية للمجلس الفاتيكاني الثاني، إذ أكد الدستور العقائدي Dei verbum -«كلمة الله» باللاتينية- استخدام ليكتيو ديفينا. وفي الذكرى الأربعين لتأسيس «كلمة الله» سنة 2005 أكد البابا بنديكتوس السادس عشر أهميتها.